# كريستال موراي
كريستال موراي (بالإنجليزية: Krystal Murray)‏ هي لاعبة دوري الرغبي نيوزيلندية، ولدت في 16 يونيو 1993.